# Marcel Cadolle
Marcel Cadolle   (3r districte de París, 21 de desembre de 1885 - 17è districte de París, 21 d'agost de 1956) era un ciclista francès amb una carrera prometedora, però que es va veure estroncada per un greu accident que patí durant el Tour de França de 1907. Fou ciclista professional els anys 1906 i 1907.

## Palmarès
- 1903 (amateur)
  - Campió de França amateur
  - 1r a la París-Caen
  - 1r de la Brussel·les - Lieja
- 1905
  - 1r a la París-Caen
- 1906
  - 1r a la Bordeus-París
  - 2n a la París-Roubaix
- 1907
  - Vencedor d'una etapa Tour de França
  - 4t a la Bordeus-París

### Resultats al Tour de França
- 1906. Abandona (11a etapa)
- 1907. Abandona (7a etapa)